# Fran Ilešič
Fran Ilešič, tudi ~ Ilešić, slovenski literarni zgodovinar, univerzitetni profesor, * 30. julij 1871, Brezje pri Svetem Juriju ob Ščavnici, † 1. julij 1942, Ljubljana. Njegov sin je bil geograf Svetozar Ilešič.

## Življenje in delo
Rodil se je očetu Juriju in materi Luciji (rojena Terstenjak).
Po končani osnovni šoli je obiskoval  gimnazijo v Mariboru in nato študiral  na Univerzi v Gradcu. Od leta 1896 do 1898 je služboval kot suplent na I. državni gimnaziji v Ljubljani. Leta 1897 je doktoriral z disertacijo Dramatika in slovensko slovstvo. Od leta 1898 do 1910 je bil glavni učitelj in profesor na ženskem učiteljišču v Ljubljani, od 1910 do 1919 pa učitelj na II. državni gimnaziji v Ljubljani. Leta 1914 je habilitiral na Filozofski fakulteti v Zagrebu za docenta slovenskega jezika in književnosti, leta 1919 pa postal redni profesor (do 1941, ko se je po okupaciji umaknil v Ljubljano).
V Ljubljanskem zvonu je objavljal članke feljtonističnega značaja z narodopisnimi, jezikovnimi in drugimi vsebinami (Iz Prlekije v Rim, Vse pleše, Božji jezik, Matematični problem v slovnici). Po ustanovitvi zgodovinskega društva v Mariboru je začel v njegovem glasilu Časopis za zgodovino in narodopisje objavljati razprave in gradivo za starejšo lokalno literarno, kulturno in politično zgodovino. Pisal je o vzhodnoštajerskih narečjih in vplivih hrvaščine v starejših vzhodnoštajerskih tekstih. Veliko pozornosti je posvečal ilirskemu gibanju, katerega pristaš je bil tudi sam, Stanku Vrazu in Ljudevitu Gaju.
Napisal je članke o Trubarju in njegovi dobi, o Pohlinovi Bibliotheca Carnioliae, o Vodniku, I. A. Zupančiču, Korytku, Prešernu (Nova pisarija, Prešeren in slovanstvo, Prešeren in narodna pesem, Prešeren in mrtvaški list Smoleta), Slomšku, Kremplju, Trdini kot učitelju hrvaške književnosti, o Jurčiču, biografijo eksjezuita Ivana Miheliča... Zasledoval je tuje literarne vplive in stike v slovenščini. Ilešičevi nemški jezikoslovni spisi obravnavajo razne fonetične in oblikoslovne posebnosti njegovega domačega narečja.
V boju proti Levčevemu pravopisu je objavil: Seveda »bralec« in še marsikaj, Levčevega pravopisa nauk o razzlogovanju, Ali je Levčev Pravopis že obvezen? ... Sestavil je slovniški uvod za Slovensko-hrvaški slovar, ki ga je izdala Matica slovenska za svoje hrvaške člane, napisal Vežbenico hrvatskosrbskega jezika za srednje in njim slične šole. Narodopisne članke je objavljal v Zborniku za narodni život i običaje južnih Slovanov in v ČZN. Za časa službovanja na učiteljišču je mnogo pisal o pedagoških vprašanjih in o zgodovini slovenskega šolstva.
Bil je soustanovitelj (1906) in sedem let tajnik Društva slovenskih profesorjev v Ljubljani in urednik nekaterih publikacij Slovenske šolske matice. Kot predsednik Slovenske matice (1907–1914) se je trudil za čim tesnejšo zvezo s Hrvaško matico s tem, da izdajata obe Matici za člane skupno ali vsaka zase tudi hrvaške oz. slovenske knjige; V ta namen je zasnoval in urejal Hrvaško knjižnico, za HM  je sestavil Ocrt najnovije slovenske književnosti. 
Isto smer je uveljavljal kot urednik Slovana (od 8 št. 1910–1913). S književnimi poročili je sodeloval pri Popotniku, Ljubljanskem zvonu (tudi s psevdonimi) in Slovanu. Znanstveno in javno delovanje mu je v pretežni meri služilo za propagando novega ilirizma, katerega glavni zagovornik je bil oz. jugoslovanske ideje. Od leta 1911 je bil dopisni član Jugoslovanske akademije znanosti in umetnosti v Zagrebu (JAZU).

## Izbrana bibliografija
- Seveda »bralec« in še marsikaj. Maribor: Tiskarna Sv. Cirila, 1899.(COBISS)
- Prešeren in slovanstvo. Ljubljana: Schwentner, 1900.(COBISS)
- O pouku slovenskega jezika. Ljubljana: Slovenska šolska matica, 1902.(COBISS)
- O izviru »Babjega Klanca«. Zagreb: Dionička tiskarna, 1904.(COBISS)
- Hrvatski utjecaji u starim istočnoštajerskim tekstovima. Zarab: Tisak Dioničke tiskare, 1905.(COBISS)
- Iz borbe med ilirsko in madžaronsko stranko 1. 1848/49. Maribor: Tiskarna Sv. Cirila, 1905.(COBISS)
- Iz prvih časov romantike. Maribor: Tiskarna Sv. Cirila, 1905.(COBISS)
- Početki štajersko-slovenske književnosti v 18. stoletju. Maribor: Tiskarna Sv. Cirila, 1906.(COBISS)
- O slovenskem srednjem školstvu i o učenju slovenskega jezika. Zagreb: Dioničke tiskare, 1907.(COBISS)
- Stanko Vraz u školama. Zagreb: Dioničke tiskare, 1907.(COBISS)
- Kultura in politika. Zagreb: Hrvatska zadnička tiskarna, 1908.(COBISS)
- Ljudevit Gaj. Ljubljana: s. n., 1909.(COBISS)
- O Vrazovi lipi. Ljubljana: samozaložba, 1910.(COBISS)
- Stanko Vraz. Ljubljana: s. n., 1910.(COBISS)
- Kako mislijo dandanes starši o šoli in o šolnikih. Ljubljana: s. n., 1911.(COBISS)
- Rajska ptica. Zagreb: Tisak Dioničke Tiskarne, 1915.(COBISS)
- Bilješke o našim preporoditeljima. Zagreb: Tisak Dioničke tiskare, 1915.(COBISS)
- Noviji slovenski pisci. Zagreb: s. n., 1919.(COBISS)
- Vežbenica hrvatskosrbskega jezika za srednje in njim slične šole. Ljubljana: »tiskovna Zadruga«, 1921.(COBISS)
- Zagrebački primerak Bohorićeve slovenske (slovenačke) gramatike 1584. Beograd: s. n., 1923.(COBISS)
- Iz istorije naših reči. Beograd: s. n., 1933.(COBISS)

## Uredniško delo
- Cvieće slovenskoga pjesničtva. Zagreb: Matica hrvatska, 1906.(COBISS)
- Trubarjev zbornik. Ljubljana: Matica slovenska, 1908.(COBISS)
- Noviji slovenski pisci. Zagreb: Matica hrvatska, 1919.(COBISS)